# About a Girl (Sugababes)
«About a Girl» es una canción en inglés del séptimo disco, Sweet 7 (2010), de la banda Sugababes. Fue producida por RedOne quien trabajó en conjunto con Makeba Riddick al escribirla. Pertenece al género uptempo, Europop y house, con inspiraciones de dance y myiddle eight. Se estrenó en el Reino Unido el 8 de noviembre de 2009 y en Irlanda como el segundo sencillo del álbum. "About a Girl" es el primer sencillo en el que Jade Ewen participó como la nueva integrante del grupo después de que  Keisha Buchan lo dejara en septiembre de 2009.
Las críticas que obtuvo fueron variadas, mientras unos la catalogaron como un éxito sobresaliente del disco, otros la catalogaron como poco original y genérica. Alcanzó el número ocho en la lista de popularidad del Reino Unido,  UK Singles Chart, el número cuatro en la Lista de Sencillos de Escocia y se posicionó en los 20 más escuchados de la Lista de sencillos irlandesa Además de estas, también se posicionó dentro de las favoritas en Polonia y Eslovaquia. El video musical de la canción se filmó en septiembre del 2009 lo cual causó grandes conflictos despertando el interés de los medios. Fue dirigido por Martin Weisz y filmado en Vásquez Rocks, cerca de Los Ángeles. El video se basa en el tema de Kill Bill y muestra increíbles escenas de empresarios peleando en una caravana. Sugababes presentó la canción en el canal de GMTV, en Children in Need, y en el UK Asian Music Awards.

## Desarrollo y composición

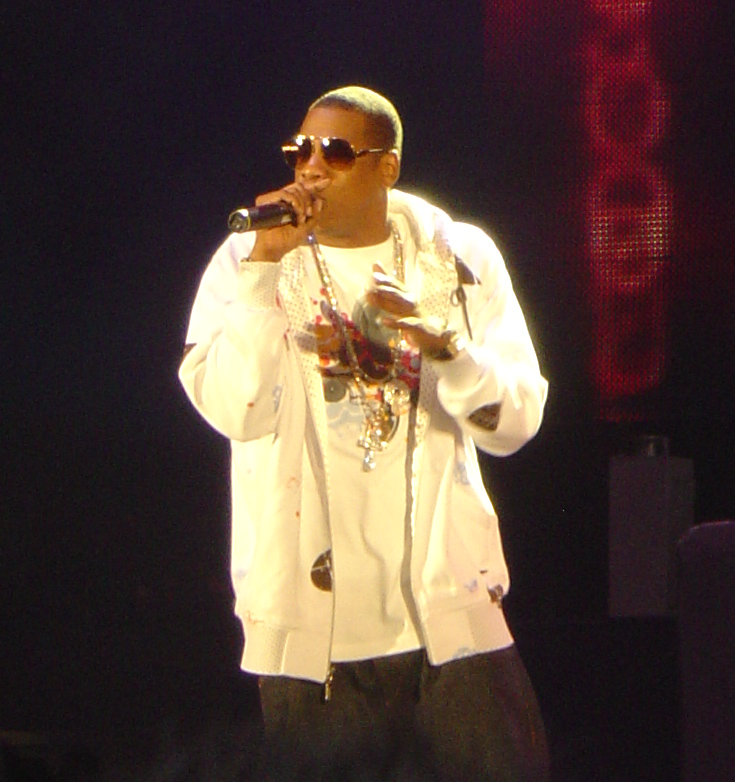
Sugababes firmó contrato con la firma de Jay-Z's (en la foto) y Roc Nation, lo cual resultó en la colaboración con RedOne.

Las Sugababes viajaron al Reino Unido en abril del 2009 para comenzar su trabajo en el séptimo álbum de estudio titulado: Sweet 7. Firmaron el contrato con la firma de Jay-Z'sRyoc Nation, lo que les dio ócceso a colaboraciones de alto estatus. En abril de 2009, Sugababes revelaron que estaban trabajando con Nadir Khayat, conocido como RedOne, en dos canciones. "About a Girl" fue producida por él y la escribió en colavoracion con Makeba Riddick. La canción se grabó en estudios Henson en Los Ángeles, California. Fue mezclada por Robert Orton.
"About a Girl" pertenece al género uptempo Europop y house. Alex Denney de la NME, la describe como "una rebanada de future-house". La canción sintetizó elementos de club y de middle eight con bailes inspirados en los 90. Nick Levine de Digital Spy señaló la desaparición del viejo sonido de la banda. La letra hace referencia a Louboutins y a apple pie, la última canción cantada por el grupo con la exintegrante Amelle Berrabah en la que incluyeron un estilo gravoso durante el puente. Fraser McAlphine de la BBC, comentó que "About a Girl"  es comparable con "Get Sexy" en cuanto a los niveles generales de sonido.

## Estreno
En agosto del 2009, se confirmó que "About a Girl" sería el segundo sencillo del séptimo disco de la agrupación, Sweet 7. La versión de la canción interpretada con vocales de Buchanan, se estrenó en BBC Radio 1 el primero de septiembre del 2009. Durante el periodo entre el estreno de "Get Sexy" y "About a Girl", Buchanan abandonó el grupo dando paso a una gran controversia. Como resultado del cambio de integrantes, "About a Girl" fue regrabada con la nueva integrante Jade Ewen quien reemplazo a Buchanan, fundadora de la agrupación.  La nueva versión estuvo disponible para descarga en línea el 8 de noviembre de 2009 y en CD al día siguiente.

## Crítica
"About a Girl" obtuvo una gran variedad de críticas. Levine de Digital Spy la describió como "una bomba de Europop sumamente pegajosa". Él mencionó que es la canción más pegajosa de la agrupación después de "About You Now", pero dijo que todo el disco carece de carácter. Fraser McAlpine de la BBC la calificó como "una canción con un tono agradable para bailar con un coro insistente que da vueltas en la cabeza", y la comparó a la música de años pasados de la agrupación. Jon O'Brien de Allmusic describió "About a Girl" como "gloriosamente descarada con una cierta similitud a Lady Gaga que sobresale entre las canciones pasadas" y la nombró "lo que salvó el álbum". Caroline Sullivan de The Guardian  admitió que aunque el álbum Sweet 7 esta notoriamente americanizado, la canción "se escapó con un toque particular de la música británica intacto". El crítico de The Independent , Andy Gill, la criticó como " típico género llamativo" y dijo que "no tiene contenido".

## Listas de popularidad
"About a Girl" debutó el 21 de noviembre del 2009 en el UK Singles Chart  en el número ocho, se convirtió en la cuarta más alta durante esa semana. permaneció ocho semanas en esta tabla. Vendió 125,000 copias en el Reino Unido, lo cual la catalogó como el décimo tercer sencillo más vendido en el Reino Unido. La integrante de la agrupación Berrabah comentó llena de orgullo sobre la respuesta hacia la canción en el Reino Unido; "No hicimos nada de promoción al nuevo sencillo y aun así llegó al número ocho. Estamos muy emocionadas con eso y nuestro sello discográfico también". El sencillo debutó y llegó hasta el número cuatro en la Scottish Singles Chart siendo el segundo debut más alto de la semana. Alcanzó el número catorce en el Irish Singles Chart. El sencillo llegó hasta el lugar 22 en la lista polaca de popularidad, Dance Top 50. "About a Girl" alcanzó también el número 43 en la Croatian Airplay Radio Chart, y el número 69 en la lista eslovaca de sencillos. La respuesta que obtuvo le permitió entrar a la European Hot 100 Singles donde alcanzó el número 28.

## Video musical

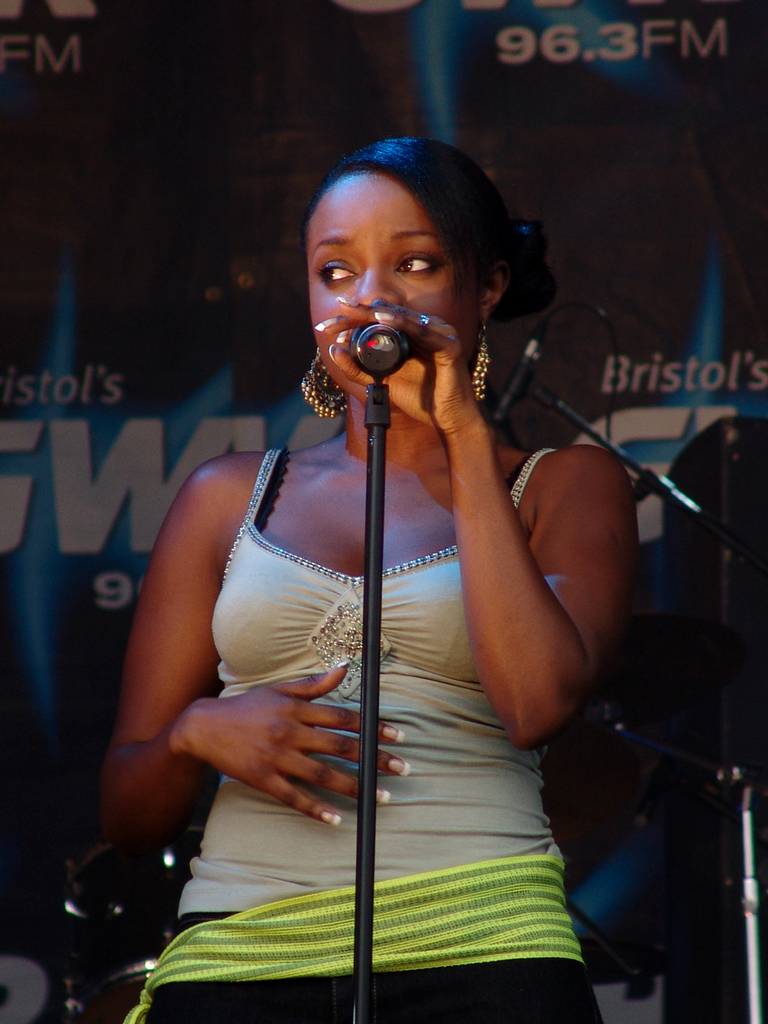
El video musical de "About a Girl" es el primero en el que no aparece Keisha Buchanan (en la foto).

El video musical de "About a Girl" fue dirigido por Martin Weisz. Está inspirado en el tema de Kill Bill , se filmó en Vásquez Rocks, cerca de Los Ángeles, California el 22 de septiembre del 2009, solo un día después de que se anunciara que Ewen sería sustituida por Buchanan. Ewen no conoció a las otras integrantes de las Sugababes hasta dos días antes de la grabación del video de "About a Girl". Se usaron dobles para representar a las Sugababes ya que los miembros del equipo no estaban seguros de que la banda estaría unida antes de que la canción se lanzara.
El video empieza con dos hombres de negocios discutiendo sobre un trabajo en una caravana. Después que la conversación termina, llega por el desierto un vehículo con las dobles. Ellas dejan el vehículo mientras Heidi Range, integrante de la agrupación, canta su verso y baila alrededor de él.  Los tres miembros de la agrupación empiezan a bailar durante el coro mientras un doble entra a la caravana con un maletín rojo. Después de esto, Berrabah canta su verso mientras su doble habla con el hombre de negocios. Las Sugababes empiezan a bailar otra vez mientras la doble ataca al hombre de negocios, quien es aventado de una patada fuera de la caravana. Otro hombre de negocios empieza a atacarla, también pierde la batalla. El doble de Ewen empieza a pelear con otro hombre afuera de la caravana y también derrota a su contrincante. Posteriormente en el video, los hombres de negocios están amarrados en el piso y la doble avienta el maletín que resulta que es una caja sorpresa. Al final del video las dobles entran el vehículo y se alejan en el desierto.
David Balls de Digital Spy comentó el video describiéndolo como "un paquete de acción casi tan dramático como la historia de la misma banda" y lo catalogoó como " lleno de movimientos de baile pulido pulidos y provocativos en buena cantidad". Chris Johnson de Daily Mail comentó acerca de "los sensuales conjuntos de piel" que usaron las integrantes.

## Presentaciones en vivo
Después de que Buchanan dejara el grupo, la promoción de "About a Girl" se detuvo debido a que Berrabah fue internada en una clínica privada de salud en Europa argumentando "agotamiento nervioso", lo cual hizo que se cancelara la aparición programada en televisión alemana. Las Sugababes fueron agendadas para dirigir la Real presentación de Variedad en Escocia, sin embargo fue cancelado debido a "una gran cantidad de problemas legales no resueltos". Después de que Berrabah regresara de la clínica, "About a Girl" fue presentada en vivo por primera vez por la reformada banda en GMTV. Se presentó una versión acústica el 11 de noviembre de 2009 en Radio 1 de Maida Vale Studios. Sugababes también presentaron la canción el 21 de noviembre del 2009 para niños necesitados, en un programa británico de caridad organizado por la BBC.  En marzo del 2010, la agrupación presentó una versión "Desi"  de la canción en los UK Asian Music Awards.

## Versiones para escuchar
|  | - Digital single 1. "About a Girl" – 3:28 2. "About a Girl" (Martin Roth NuStyle Remix) – 6:26 3. "About a Girl" (Martin Roth NuStyle Radio Edit) – 4:08 4. "About a Girl" (K-Gee Remix) – 4:51 5. "About a Girl" (K-Gee Radio Edit) – 3:30 | - CD single 1. "About a Girl" – 3:28 2. "About a Girl" (Martin Roth NuStyle Radio Edit) – 4:08 3. "About a Girl" (The Sharp Boys Radio Edit) – 3:47 4. "About a Girl" (K-Gee Radio Edit) – 3:30 |

## Créditos y personal
|  | - Songwriting – Nadir Khayat, Makeba Riddick - Production - RedOne - Engineering - RedOne, Johnny Severin - Instruments - RedOne | - Vocal editors - RedOne, Johnny Severin - Vocal production - Makeba Riddick - Mixing - Robert Orton - Additional vocal production - Philip Lawrence |

Los créditos fueron recuperados del álbum Sweet 7.

## Lanzamiento
| Región         | Fecha                  | Formato          | Etiquetado     |
| -------------- | ---------------------- | ---------------- | -------------- |
| Ireland        | 8 de noviembre de 2009 | Digital download | Island Records |
| United Kingdom | 8 de noviembre de 2009 | Digital download | Island Records |